# Klein Bünzow
Klein Bünzow település Németországban, Mecklenburg-Elő-Pomeránia tartományban. Lakosainak száma 682 fő (2023. december 31.).

## Népesség
A település népességének változása:
| Lakosok száma | 680  | 684  | 676  | 679  | 682  |
|               | 2017 | 2019 | 2021 | 2022 | 2023 |